# Обала Слоноваче на Светском првенству у атлетици на отвореном 2022.
Обала Слоноваче је на 18. Светском првенству у атлетици на отвореном 2022. одржаном у Јуџину  од 15. до 25. јула учествовала осамнаести пут, односно учествовала је на свим првенствима до данас. Репрезентацију Обале Слоноваче представљала су 6 такмичара (2 мушкарца и 4 жене) који су се такмичили у 3 дисциплине (1 мушка и 2 женске).,
На овом првенству тамичари Обале Слоноваче нису оствојили ниједну медаљу. У табели успешности према броју и пласману такмичара који су учествовали у финалним такмичењима (првих 8 такмичара) Обала Слоноваче је са 1 учесником у финалу делила 67. место са 2 бода.
| Плас. | Земља           | 1. мес. | 2. мес. | 3. мес. | 4. мес. | 5. мес. | 6. мес. | 7. мес. | 8. мес. | Бр. фин. | Бод. |
| ----- | --------------- | ------- | ------- | ------- | ------- | ------- | ------- | ------- | ------- | -------- | ---- |
| =67.  | Обала Слоноваче | 0       | 0       | 0       | 0       | 0       | 0       | 1       | 0       | 1        | 2    |

## Учесници
| Мушкарци: - Артур Сисе — 100 м - Исмаел Коне — 100 м | Жене: - Мари Жозе Та Лу — 100 м, 200 м - Миријел Ауре — 100 м - Џесика Гбај — 200 м - Мабоунду Коне — 200 м |  |

## Резултати

### Мушкарци
| Атлетичар   | Дисциплина | Лични рекорд | Предтакмичење | Предтакмичење | Квалификације   | Квалификације | Полуфинале           | Полуфинале           | Финале               | Финале       | Детаљи |
| Атлетичар   | Дисциплина | Лични рекорд | Резултат      | Место         | Резултат        | Место         | Резултат             | Место                | Резултат             | Место        | Детаљи |
| ----------- | ---------- | ------------ | ------------- | ------------- | --------------- | ------------- | -------------------- | -------------------- | -------------------- | ------------ | ------ |
| Артур Сисе  | 100 м      | 9,93 НР      | слободни      | слободни      | 10,14 (.138) КВ | 3. у гр. 4    | 10,16                | 6. у гр. 1           | Није се квалификовао | 15 / 67 (71) |        |
| Исмаел Коне | 100 м      | 10,00        | слободни      | слободни      | 10,17 (.161)    | 4. у гр. 7    | Није се квалификовао | Није се квалификовао | Није се квалификовао | 25 / 67 (71) |        |

### Жене
| Атлетичарка     | Дисциплина | Лични рекорд | Квалификације   | Квалификације   | Полуфинале            | Полуфинале            | Финале                | Финале                | Детаљи |
| Атлетичарка     | Дисциплина | Лични рекорд | Резултат        | Место           | Резултат              | Место                 | Резултат              | Место                 | Детаљи |
| --------------- | ---------- | ------------ | --------------- | --------------- | --------------------- | --------------------- | --------------------- | --------------------- | ------ |
| Миријел Ауре    | 100 м      | 10,78 НР     | 11,16 (.158) кв | 4. у гр. 5      | 11,25 (.243)          | 7. у гр. 1            | Није се квалификовала | 20 / 49               |        |
| Мари Жозе Та Лу | 100 м      | 10,78 НР     | 10,92 КВ, ЛРС   | 1. у гр. 4      | 10,87 КВ, ЛРС         | 2. у гр. 2            | 10,93                 | 7 / 49                |        |
| Мари Жозе Та Лу | 200 м      | 22,08 НР     | Није стартовала | Није стартовала | Није се квалификовала | Није се квалификовала | Није се квалификовала | Није се квалификовала |        |
| Џесика Гбај     | 200 м      | 22,79        | 22,89 кв        | 5. у гр. 4      | 22,84 (.838)          | 6. у гр. 2            | Није се квалификовала | 18 / 44 (45)          |        |
| Мабоунду Коне   | 200 м      | 23,27        | 23,32           | 6. у гр. 5      | Није се квалификовала | Није се квалификовала | Није се квалификовала | 31 / 44 (45)          |        |